# سارا لوی
سارا لوی (انگلیسی: Sarah Levy؛ زادهٔ ۱۰ سپتامبر ۱۹۸۶) بازیگر اهل کانادا است. او به خاطر بازی در نقش توایلا در سریال شتز کریک در کنار پدرش، یوجین لوی و برادرش، دن لوی شناخته شده‌است.